# Sabawi Ibrahim al-Tikriti
Sabawi Ibrahim al-Tikriti (19?) is een halfbroer van Saddam Hoessein van moeders kant. Hij was de leider van de Iraakse Geheime Dienst, tijdens de Eerste Golfoorlog en, meer recent, een persoonlijke adviseur van de dictator. 
Volgens een bericht van de CNN is hij op 27 februari 2005 bij de Iraakse grens met Saoedi-Arabië, aangehouden samen met nog acht personen. Sabawi Ibrahim al-Tikriti staat nummer 36 op de lijst van meest gezochte personen door het Amerikaanse leger. 
In maart 2009 is Sabawi veroordeeld tot de dood door ophanging. Toen z'n veroordeling werd voorgelezen, stond hij op en schreeuwde "Allah is groot" en dat hij trots was om een martelaarsdood te sterven.